# Шабан Търстена
Шабан Търстена (на албански: Shaban Tërstena; на македонска литературна норма: Шабан Трстена; на сърбохърватски: Šaban Trstena) е югославски борец.

## Биография
Роден е в Скопие на 1 януари 1965 г. Състезава се за клуба по борба „Лирия“ в Скопие.
Неколкократен шампион на Югославия по борба за младежи и мъже. Има медали от младежки балкански първенства и първенства за кадети. Носител е на 2 златни, 3 сребърни и 2 бронзови медали от европейски първенства. Има златен и сребърен медал от олимпийските игри в Лос Анджелис и Сеул. 
Избиран е 2 пъти за най-добър спортист на Югославия (1984, 1988), а между 1984 и 1991 г. е избиран за най-добър спортист на Македония за XX век.